# Саколева
Саколева (греч. Σακολέβα) — греческое малоразмерное парусное судно, которое широко использовалось для морской торговли между островами Греции, в Италии, а также — на Чёрном и Эгейском морях.

## Конструкция
Обычно саколева имела длину от 12 до 15 метров, ширину от 2,5 до 5 метров. По своей грузоподьёмности и парусному вооружению саколева сопоставима со шмаками фризского берега Северного моря. Как правило, типичная саколева была полуторамачтовой, однако известно что некоторые суда этого типа несли на себе до трёх мачт. На передней располагались прямые паруса, а на остальных — косые. Грот-мачта имела наклон вперёд под углом 14° от вертикали, подобно шмаку саколева оснащалась длинным бушпритом и кормовым выстрелом